# Empidideicus notatus
Empidideicus notatus är en tvåvingeart som beskrevs av Hesse 1967. Empidideicus notatus ingår i släktet Empidideicus och familjen svävflugor. Inga underarter finns listade i Catalogue of Life.